# Copacabana, Antioquia
Copacabana este un municipiu din departamentul Antioquia, Columbia.